# Only you (モーニング娘。の曲)
『Only you』（オンリー・ユー）は、モーニング娘。46枚目のシングル。
2011年6月15日に発売された。

## 概要
本作でデビューシングル「モーニングコーヒー」から46作連続オリコンシングルランキング初登場TOP10入りを達成（むてん娘。名義「あっぱれ回転ずし!」を除く）は、日本の音楽グループ全体として初の快挙となった。
DVD付初回生産限定盤A・B・C、CDのみ通常盤の4形態で発売。
初回生産限定盤A・B・C、通常盤（初回プレス分）ともイベント抽選シリアルナンバーカード封入。

## 収録曲
（全作詞・作曲：つんく）
1. Only you [5:16]
編曲：大久保薫
発売年の3月11日に発生した東日本大震災を受けて急遽制作された楽曲。
センターは高橋愛、田中れいな。メインボーカルは高橋愛、田中れいな、鞘師里保、新垣里沙。
2011年5月から足の怪我を理由にモーニング娘。の活動を制限、完全復帰することなく翌2012年5月18日に卒業した光井愛佳にとってはダンスでの参加が最後となった作品。
2. やめてよ!シンドバッド [3:40]
編曲：板垣祐介
コミカルな作風の楽曲。つんく♂曰く「学生達がオヤジ達に思っているようなことを詰め込んでみました」。
3. Only you（Instrumental）

### DVD
初回生産限定盤A
1. Only you （Dance Shot Ver.）

初回生産限定盤B
1. Only you （Close-up Ver.）

初回生産限定盤C
1. Only you （Another Dance Shot Ver.）

## 参加メンバー
- 5期：高橋愛、新垣里沙
- 6期：道重さゆみ、田中れいな
- 8期：光井愛佳
- 9期：譜久村聖、生田衣梨奈、鞘師里保、鈴木香音